# أهارون إفرات
أهارون إفرات هو نقابي وسياسي إسرائيلي، ولد في 20 مارس 1911 في لوتسك في أوكرانيا، وتوفي في 16 مايو 1989 في إسرائيل. نشط حزبياً في معراخ. وقد انتخب عضو الكنيست ‏ (21 يناير 1974 – 13 يونيو 1977).